# Vargha László (etnográfus)
Vargha László (Gyöngyös, 1904. október 25. – Budapest, 1984. március 19.) Ybl Miklós-díjas építészettörténész, néprajzkutató.

## Élete, munkássága
Gyöngyösön született, szülei pedagógusok voltak. Középiskoláit a gyöngyösi ferences, majd Állami Főgimnáziumban végezte. Az érettségi után a József Nádor Műszaki és Gazdaságtudományi Egyetemen kezdte felsőfokú tanulmányait, aztán bölcsészettel folytatta, a Pázmány Péter Tudományegyetemen régészeti, művészettörténeti és néprajzi stúdiumokat hallgatott. Már hallgató korában, 1920-ban elkezdte népi építészeti kutatásait. Az épületekről – a részletes és szakszerű leírások mellett – művészi szintű rajzokat és fotókat készített. 1937-ben a néprajzi tanszéken Györffy István mellett lett tanársegéd, doktori disszertációja 1940-ben jelent meg.
1940 és 1946 között a Magyar Nemzeti Múzeum Közgyűjtemények Országos Felügyelőségének munkatársa volt, a vidéki múzeumok korszerűsítésével, azok egységes kezelésével és állami tulajdonba vételével foglalkozott. 1947-ben a Néprajzi Múzeum igazgatója lett, ezzel egyidejűleg a Magyar Néprajzi Társaság főtitkári tisztét is viselte.
1949-ben elkezdte a Sajó- és a Bódva-völgy falvai népi építészetének kutatását (Perkupán például szinte minden házra kiterjedt helyszíni adatfelvétele). Kutatásai közben – pihenésként – gyakran megfordult Miskolcon, és jó barátságot alakított ki a helyi Borsod-Miskolczi Múzeum igazgatójával, Leszih Andorral.
1950 januárjában, miután Leszih nyugdíjba vonult, kinevezték a miskolci múzeum igazgatójának. Elsőrendű feladatának tekintette a miskolci műemlékek felkutatását, védelmét és táblával történő megjelölését. Megakadályozta például a Miskolci Nemzeti Színház árkádos bejárati részének lebontását, amit a kétvágányos villamos miatt terveztek megvalósítani. Leállíttatta a Széchenyi utcai Bató-ház megkezdett átalakítását, és helyreállíttatta az eredeti állapotot. A Csupros Mária-szobor eltávolítását ugyan nem tudta megakadályozni, de elérte, hogy megmaradt, és legalább a közelben helyezték el. Újmassán az ő közreműködésével valósult meg az őskohó 1952. évi felújítása. Fontos munkája lett volna még a diósgyőri vár körüli területre tervezett skanzen megvalósítása is. E feladatok ellátásához azonban a szakszemélyzet létszámát bővíteni kellett (az igazgatón kívül öten dolgoztak a múzeumban: Megay Géza muzeológus, Gáborján Alice segédmuzeológus néprajzos, Gajda Imre restaurátor, egy teremőr és egy hivatalsegéd). Erre akkor még nem kapott engedélyt, ezért a nyugdíjas Leszih Andorra, illetve Marjalaki Kiss Lajosra is kellett támaszkodnia. Végül 1952-ben Lajos Árpáddal és Kazacsay Ferencnével mégis bővülhetett a létszám. Gond volt a szűkös raktártér, a helyhiány is. Erre is igyekezett megoldást találni, de komoly előrelépést nem tudott elérni. E problémákhoz járult még az akkori politikai légkör, a Rákosi-korszak adminisztrációs szigora, főleg a kitelepítésekből a múzeumra háruló feladatok. A politikai feladatokat nem tudta vállalni, a helyzet nem kedvezett kutatói és emberi elhivatottságának. Jellemző, hogy életének 1949 és 1953 közötti időszakában egyetlen publikációja sem jelent meg. Végül 1952 végén (hivatalosan 1953-ban) feladta igazgatói állását, és visszatért Budapestre. Távozása után – átmenetileg – Megay Géza kapott megbízatást az intézmény vezetésére. 
A fővárosban 1954-től a Budapesti Műszaki Egyetem docenseként építészettörténetet és népi építészetet adott elő, és nyugdíjazásáig, 1968-ig (valójában 1975-ig) ott dolgozott. 
Nagy szerepet vállalt a szentendrei skanzen megvalósításában. Módszeresen feldolgozta, illetve rendezte hatalmasra nőtt szakmai gyűjteményét, aminek az elhelyezésével kapcsolatban felmerült Miskolc is, de végül Szentendrére került.

## Főbb művei
- A tilalmasi tanyák építkezése. Adatok a nagykunsági népi építkezéshez. Budapest, 1940
- Új magyarság és az új Európa (társszerzőkkel). Budapest, 1941
- A Nagykunság-vidék népi építészete (társszerzővel). Budapest, 1943
- A Balaton-vidék népművészete (társszerzőkkel). Budapest, 1943
- A magyar falu építészete (társszerzőkkel). Budapest, 1955